# Перово (Красноярский край)
Перово — деревня в Балахтинском районе Красноярского края России. Входит в состав Чистопольского сельсовета.

## География
Деревня расположена в 56 км к юго-западу от районного центра Балахта на реке Чулым (приток Оби).

## Население
| 1989 | 2002 | 2010 |
| ---- | ---- | ---- |
| 33   | ↘26  | ↘0   |

По данным переписи 2010 года, в деревне жителей нет.